# ATP de Tashkent
O ATP de Tashkent (também conhecido como President's Cup, para fins de patrocínio), foi um torneio profissional de tênis masculino disputado em quadra dura na cidade de Tashkent, no Uzbequistão. O evento foi organizado pela ATP, na categoria International Series, durando de 1997 a 2002.

## Finais

### Simples
| Ano  | Campeão            | Vice-campeão       | Resultado |
| ---- | ------------------ | ------------------ | --------- |
| 2002 | Yevgeny Kafelnikov | Vladimir Voltchkov | 7–66, 7–5 |
| 2001 | Marat Safin        | Yevgeny Kafelnikov | 6–2, 6–2  |
| 2000 | Marat Safin        | Davide Sanguinetti | 6–3, 6–4  |
| 1999 | Nicolas Kiefer     | George Bastl       | 6–4, 6–2  |
| 1998 | Tim Henman         | Yevgeny Kafelnikov | 7–5, 6–4  |
| 1997 | Tim Henman         | Marc Rosset        | 7–6, 6–4  |

### Duplas
| Ano  | Campeões                              | Vice-campeões                  | Resultado         |
| ---- | ------------------------------------- | ------------------------------ | ----------------- |
| 2002 | David Adams Robbie Koenig             | Raemon Sluiter Martin Verkerk  | 6–2, 7–5          |
| 2001 | Julien Boutter Dominik Hrbatý         | Marius Barnard Jim Thomas      | 6–4, 3–6, [13–11] |
| 2000 | Justin Gimelstob Scott Humphries      | Robbie Koenig Marius Barnard   | 6–3, 6–2          |
| 1999 | Oleg Ogorodov Marc Rosset             | Mark Keil Lorenzo Manta        | 7–6, 7–6          |
| 1998 | Stefano Pescosolido Laurence Tieleman | Kenneth Carlsen Sjeng Schalken | 7–5, 4–6, 7–5     |
| 1997 | Vincenzo Santopadre Vince Spadea      | Hicham Arazi Eyal Ran          | 6–4, 6–7, 6–0     |